# 金泰橪
金 泰橪（キム・テヨン、김태연、Kim Tae Yeon、1988年6月27日 - ）は、大韓民国出身のサッカー選手。ポジションは守備的ミッドフィールダーおよびセンターバック。（「ヨン」は木偏に然）
高い技術とボール奪取能力の両方を兼ね備えた大型ボランチ。

## 来歴
韓国のソウル特別市出身。中学時代から各年代の韓国代表に選出された逸材。長薫高校時代にはフランスリーグのFCメスのユースチームに1年余り在籍していた事もあった。2006年、韓国Kリーグのドラフトには参加せず、当時J2のヴィッセル神戸にC契約選手として入団。2007年5月13日のJ1リーグ第11節・大宮アルディージャ戦で規定出場時間をクリアーし、晴れてプロA契約選手となった。
2008年、J2・愛媛FCに期限付き移籍で加入。完全にレギュラーポジションを掴んだとは言えないながらもリーグ戦27試合に出場した。
翌2009年は水戸ホーリーホックに期限付き移籍で貸し出され、木山隆之監督の下でレギュラーとして1シーズンを通して活躍していたが、同年12月2日、レンタル元の神戸からは契約満了につき、来季の契約を結ばないと発表された。
2010年から、ファジアーノ岡山に移籍。
2011年、東京ヴェルディに期限付き移籍したが、1試合も出場することができず、Kリーグの大田シチズンへ移籍した。
大田加入後はチームの主軸として活躍したが、チームは2013年シーズンに2部リーグ降格となった。
2014年シーズンに瀋陽中澤へ加入した。
2015年シーズンはKリーグ・釜山アイパークに所属した。
2016年シーズンはロアッソ熊本の練習に帯同していたが、3月16日に完全移籍での加入が発表された。加入後はボランチの主力に定着し3得点を記録したが、同年12月5日に契約満了により退団となった。
2017年1月6日、タイのパタヤ・ユナイテッドFCに移籍した。

## 所属クラブ
ユース経歴
- 2000年 - 2003年  千戸中学校
- 2004年  長薫高等学校
- 2004年9月 - 2005年7月  FCメスユース
- 2005年8月 - 2005年12月  長薫高等学校

プロ経歴
- 2006年 - 2009年  ヴィッセル神戸
  - 2008年  愛媛FC（期限付き移籍）
  - 2009年  水戸ホーリーホック（期限付き移籍）
- 2010年 - 2011年  ファジアーノ岡山
  - 2011年2月 - 同年7月  東京ヴェルディ（期限付き移籍）
- 2011年7月 - 2013年  大田シチズン
- 2014年  瀋陽中澤足球倶楽部
- 2014年  光州FC
- 2015年  釜山アイパーク
- 2016年3月 - 同年12月  ロアッソ熊本
- 2017年 -  パタヤ・ユナイテッドFC

## 個人成績
| 国内大会個人成績 | 国内大会個人成績 | 国内大会個人成績 | 国内大会個人成績 | 国内大会個人成績 | 国内大会個人成績 | 国内大会個人成績 | 国内大会個人成績 | 国内大会個人成績 | 国内大会個人成績 | 国内大会個人成績 | 国内大会個人成績 |
| 年度             | クラブ           | 背番号           | リーグ           | リーグ戦         | リーグ戦         | リーグ杯         | リーグ杯         | オープン杯       | オープン杯       | 期間通算         | 期間通算         |
| 年度             | クラブ           | 背番号           | リーグ           | 出場             | 得点             | 出場             | 得点             | 出場             | 得点             | 出場             | 得点             |
| 日本             | 日本             | 日本             | 日本             | リーグ戦         | リーグ戦         | リーグ杯         | リーグ杯         | 天皇杯           | 天皇杯           | 期間通算         | 期間通算         |
| ---------------- | ---------------- | ---------------- | ---------------- | ---------------- | ---------------- | ---------------- | ---------------- | ---------------- | ---------------- | ---------------- | ---------------- |
| 2006             | 神戸             | 37               | J2               | 5                | 0                | -                | -                | 1                | 0                | 6                | 0                |
| 2007             | 神戸             | 23               | J1               | 5                | 0                | 1                | 0                | 0                | 0                | 6                | 0                |
| 2008             | 愛媛             | 17               | J2               | 27               | 0                | -                | -                | 0                | 0                | 27               | 0                |
| 2009             | 水戸             | 14               | J2               | 47               | 2                | -                | -                | 1                | 0                | 48               | 2                |
| 2010             | 岡山             | 8                | J2               | 22               | 1                | -                | -                | 1                | 0                | 23               | 1                |
| 2011             | 東京V            | 15               | J2               | 0                | 0                | -                | -                | -                | -                | 0                | 0                |
| 韓国             | 韓国             | 韓国             | 韓国             | リーグ戦         | リーグ戦         | リーグ杯         | リーグ杯         | FA杯             | FA杯             | 期間通算         | 期間通算         |
| 2011             | 大田             | 24               | Kリーグ          | 11               | 0                | -                | -                | -                | -                | 11               | 0                |
| 2012             | 大田             | 5                | Kリーグ          | 34               | 3                | -                | -                | 2                | 0                | 36               | 3                |
| 2013             | 大田             | 14               | Kリーグ          | 34               | 2                | -                | -                | 0                | 0                | 34               | 2                |
| 中国             | 中国             | 中国             | 中国             | リーグ戦         | リーグ戦         | リーグ杯         | リーグ杯         | FA杯             | FA杯             | 期間通算         | 期間通算         |
| 2014             | 瀋陽             | 14               | 甲級2部          |                  |                  |                  |                  |                  |                  |                  |                  |
| 韓国             | 韓国             | 韓国             | 韓国             | リーグ戦         | リーグ戦         | リーグ杯         | リーグ杯         | FA杯             | FA杯             | 期間通算         | 期間通算         |
| 2014             | 光州             |                  | Kリーグ          |                  |                  |                  |                  |                  |                  |                  |                  |
| 2015             | 釜山             |                  | Kリーグ          |                  |                  |                  |                  |                  |                  |                  |                  |
| 日本             | 日本             | 日本             | 日本             | リーグ戦         | リーグ戦         | リーグ杯         | リーグ杯         | 天皇杯           | 天皇杯           | 期間通算         | 期間通算         |
| 2016             | 熊本             | 14               | J2               | 31               | 2                | -                | -                | 2                | 1                | 33               | 3                |
| 通算             | 韓国             | 韓国             | Kリーグ          | 79               | 5                | -                | -                | 2                | 0                | 81               | 5                |
| 通算             | 日本             | 日本             | J1               | 5                | 0                | 1                | 0                | 0                | 0                | 6                | 0                |
| 通算             | 日本             | 日本             | J2               | 142              | 5                | -                | -                | 5                | 1                | 137              | 6                |
| 総通算           | 総通算           | 総通算           | 総通算           | 216              | 10               | 1                | 0                | 7                | 1                | 224              | 11               |

## 経歴
- Jリーグ初出場 - 2006年9月16日 J2第40節 vs徳島ヴォルティス戦 （兵庫県立三木陸上競技場）
- Jリーグ初得点 - 2009年3月22日 J2第3節 vsアビスパ福岡戦 （レベルファイブスタジアム）

## 代表歴
- 2002年 U-14韓国代表
- 2003年 U-15韓国代表
- 2004年 U-16韓国代表
- 2005年 U-17韓国代表
- 2007年 U-20韓国代表